# Прина (Бјела)
Прина је насеље у Италији у округу Бијела, региону Пијемонт.
Према процени из 2011. у насељу је живело 28 становника. Насеље се налази на надморској висини од 557 м.